# Robert Denmark
Robert Denmark (Robert Neil „Rob“ Denmark; * 23. November 1968 in Billericay) ist ein ehemaliger britischer Langstreckenläufer, der sich auf den 5000-Meter-Lauf spezialisiert hatte.

## Leben
1991 gewann er bei den Hallenweltmeisterschaften in Sevilla Bronze über 3000 m und wurde bei den Weltmeisterschaften in Tokio Neunter über 5000 m.
Einem siebten Platz bei den Olympischen Spielen 1992 in Barcelona und einem neunten bei den Weltmeisterschaften 1993 in Stuttgart folgte mit 1994 das Jahr seiner größten Triumphe: Bei den Europameisterschaften 1994 in Helsinki gewann er Silber, und kurz danach holte er, für England startend, bei den Commonwealth Games 1994 in Victoria Gold. Bei einem Abstecher auf die Halbmarathondistanz wurde er Siebter beim Great North Run. Auf der nicht bestenlistentauglichen Strecke erzielte er eine Zeit von 1:02:37 h.
Bei den Weltmeisterschaften 1995 in Göteborg, 1997 in Athen und WM 1999 in Sevilla schied er im Vorlauf aus. Bei den Olympischen Spielen 2000 in Sydney startete er über 10.000 m, erreichte aber ebenfalls nicht das Finale. Im Jahr darauf wurde er Elfter beim Great North Run.
Robert Denmark ist 1,73 m groß und wog zu Wettkampfzeiten 61 kg. Er startete für den Basildon Athletic Club. Nach seiner sportlichen Laufbahn wurde er Performance Lifestyle Advisor am English Institute of Sport.

## Persönliche Bestzeiten
- 1500 m: 3:37,99 min, 5. Juni 1995, Hengelo
- 1 Meile: 3:55,38 min, 12. August 1990, Portsmouth
- 2000 m: 5:04,11 min, 12. August 1996, London
- 3000 m: 7:39,55 min, 1. August 1993, Köln
  - Halle: 7:43,90 min, 10. März 1991, Sevilla
- 5000 m: 13:10,24 min, 9. Juni 1992, Rom
- 10.000 m: 28:03,31 min, 22. Juli 2000, Watford